# Carlo Maria Giulini
Carlo Maria Giulini (ur. 9 maja 1914 w Barletcie, zm. 14 czerwca 2005 w Brescii) – włoski dyrygent.

## Życiorys
Studiował w Akademii Muzycznej św. Cecylii w Rzymie grę na altówce u Remy’ego Prìncipe’a, kompozycję u Alessandro Bustiniego i dyrygenturę u Bernardino Molinariego.
W latach 1945–1952 prowadził orkiestry włoskiego radia w Mediolanie i Rzymie. Wyemitował kilka mniej znanych oper Scarlattiego i Malipiera. W 1950 zadebiutował jako dyrygent operowy w Bergamo operą Traviata Verdiego. W latach 1953–1956 był pierwszym dyrygentem w mediolańskiej La Scali, gdzie odświeżył repertuar, wprowadzając m.in. Koronację Poppei Monteverdiego, Zamek Sinobrodego Bartóka i pierwsze we Włoszech przedstawienie sceniczne Wesela Strawinskiego. W tym czasie Giulini blisko współpracował z Marią Callas (Alcesta i Traviata) oraz z reżyserami Luchino Viscontim i Franco Zeffirellim. W 1958 odniósł sukces w Wielkiej Brytanii, wystawiając Don Carlosa Verdiego na stulecie Royal Opera House, czym zyskał miano wybitnego dyrygenta opery włoskiej. W 1967 Giulini ogłosił zamiar odejścia z opery i skoncentrowania się na repertuarze koncertowym.
Był pierwszym dyrygentem gościnnym Chicagowskiej Orkiestry Symfonicznej (1969–1973), pierwszym dyrygentem Symfoników Wiedeńskich (1973–1978) i pierwszym dyrygentem Los Angeles Philharmonic (1978–1984). W 1982 powrócił do opery, dyrygując m.in. Falstaffem Verdiego w Los Angeles, Londynie i Mediolanie.
Wśród nagrań Giuliniego na szczególną uwagę zasługują dwa wybitne wykonania Requiem Verdiego (1964 i 1989) oraz symfonie Beethovena, Brahmsa, Schumanna, Czajkowskiego i Mahlera, zwłaszcza jego IX Symfonii, za którą otrzymał Grand Prix du Disque. W nagraniach operowych najbardziej cenione są Don Giovanni i Wesele Figara Mozarta.
Giulini był dyrygentem wszechstronnym, realizującym zarówno dzieła operowe, jak i wielką symfonikę. Porównywano go do Toscaniniego ze względu na połączenie lirycznego ciepła i rytmicznego dynamizmu oraz umiejętność precyzji w skomplikowanych fakturach operowych. Powszechnie uznaje się wyjątkową łagodność jego interpretacji, bogactwo faktur smyczkowych oraz klasyczną równowagę inspirującą zarówno instrumentalistów, jak i śpiewaków.

## Odznaczenia
- Złoty Medal dla Zasłużonych dla Szkolnictwa, Kultury i Sztuki (1963)[3]
- Wielki Oficer Orderu Zasługi Republiki Włoskiej (1980)[4]
- Kawaler Krzyża Wielkiego Orderu Zasługi Republiki Włoskiej (1995)[5]
- Złoty Medal dla Zasłużonych dla Kultury i Sztuki (1999)[6]